# Mistwedstrijd
Met de mistwedstrijd bedoelt men meestal de voetbalwedstrijd tussen Ajax en Liverpool op 7 december 1966 in het Olympisch Stadion in Amsterdam, gespeeld in dichte mist.
De wedstrijd markeert het begin van de opmars van Ajax in het internationale voetbal. Het oppermachtig geachte Liverpool werd met 5-1 verslagen, door doelpunten van Cees de Wolf, Johan Cruijff, Klaas Nuninga (2x) en Henk Groot. Voor Liverpool scoorde Chris Lawler.
Het talrijke publiek zag van de doelpunten niet veel; uit het juichen van de spelers maakte men op dat er was gescoord. Niettemin werd er heftig meegeleefd, en beleefde men een historische avond. De wedstrijd werd in 2006 herdacht in een uitzending van het televisieprogramma Andere Tijden. In 2016 volgde een documentaire van Ajax over de mistwedstrijd.

## Achtergrond
Liverpool was in de jaren zestig een Europese topclub, die op dat moment regerend kampioen van Engeland was en net de League Cup had gewonnen. Met manager Bill Shankly en een aantal grote spelers, waaronder een aantal van de nationale ploeg die net wereldkampioen was geworden, was de club de grote favoriet in de wedstrijd tegen Ajax. De club uit Amsterdam had net een moeizame periode afgesloten. In het seizoen 1964/65 was de club als dertiende geëindigd in de Eredivisie, die toen uit zestien clubs bestond. Bovendien had het Nederlandse voetbal tot dat moment nog niks gepresteerd op Europees niveau. Het bestuur van Ajax was op het idee gekomen om Rinus Michels aan te stellen als trainer en daarna ging het beter met Ajax. Tijdens het seizoen 1966/67 speelden beide clubs in de Europacup I. Ajax versloeg in de Eerste Ronde Beşiktaş (2-0 en 2-1) en Liverpool had met veel moeite afgerekend met Petrolul Ploiești uit Roemenië (2-0, 1-3 en 2-0). Vervolgens kwamen beide clubs elkaar tegen in de Tweede Ronde.

## De wedstrijd
De eerste wedstrijd in deze tweede ronde werd gespeeld op 7 december 1966. De hele dag was het zeer mistig in Amsterdam. Veel mensen vroegen zich af of de wedstrijd wel zou doorgaan. Leo Horn en scheidsrechter bij deze wedstrijd Antonio Sbadella voerden een discussie en uiteindelijk werd aan de wedstrijd begonnen. Sbadella vond dat beide doelen goed genoeg zichtbaar waren vanaf de middenstip en durfde onder druk van de manager van Liverpool de wedstrijd niet af te gelasten. Shankly dacht namelijk dat de wedstrijd een formaliteit was en dat Liverpool toch wel zou winnen. Enkele dagen later moest zijn ploeg tegen Manchester United en daarom wilde Shankly dat de wedstrijd doorging. "Behalve dat ik de Europacup wil winnen, wens ik ook de Engelse titel niet uit handen te geven," zei Shankly hierover. Ook Ajax wilde de wedstrijd gewoon spelen, omdat alle trouwe fans al in het stadion zaten.

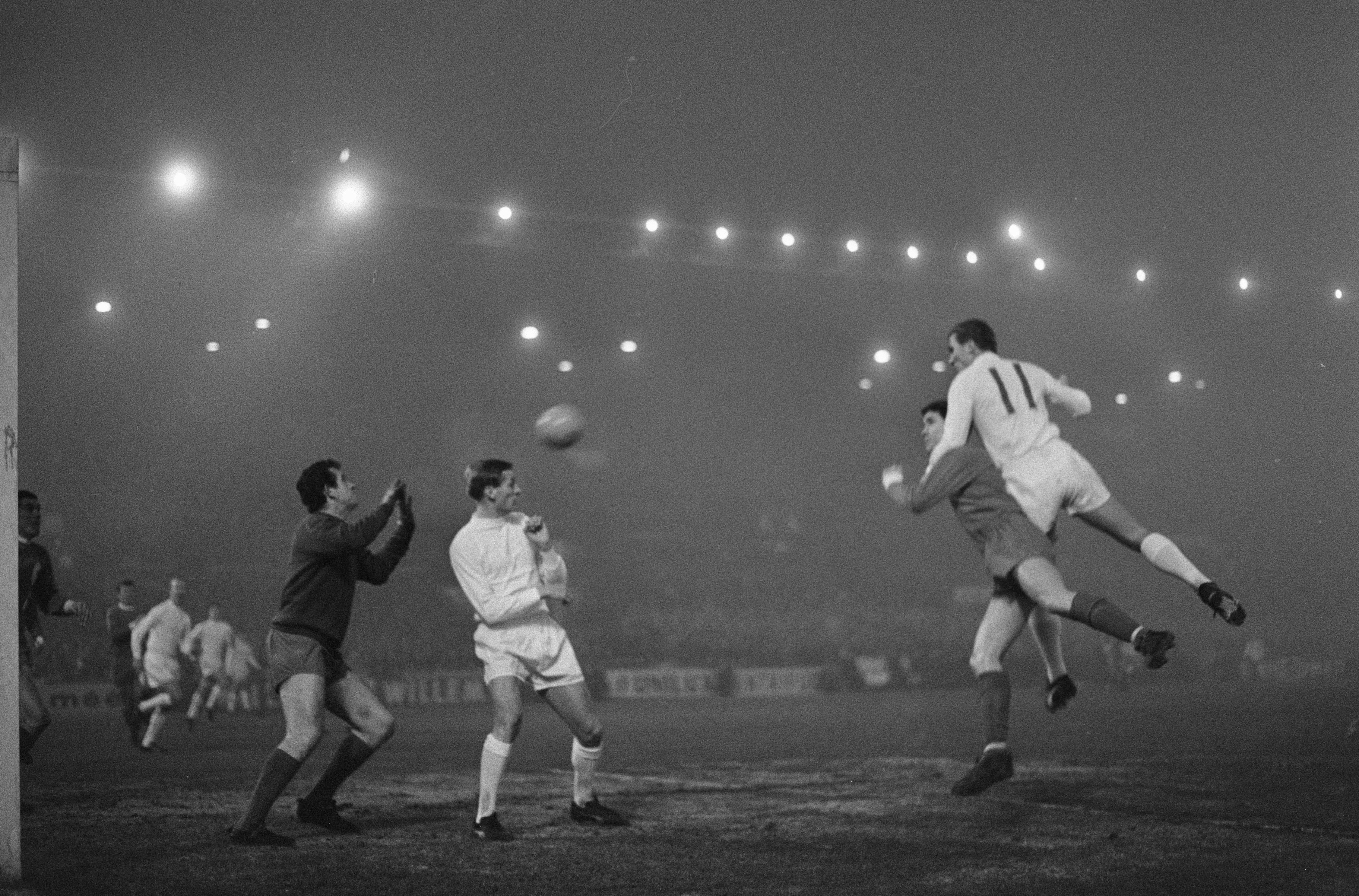
De Wolf scoort 1-0
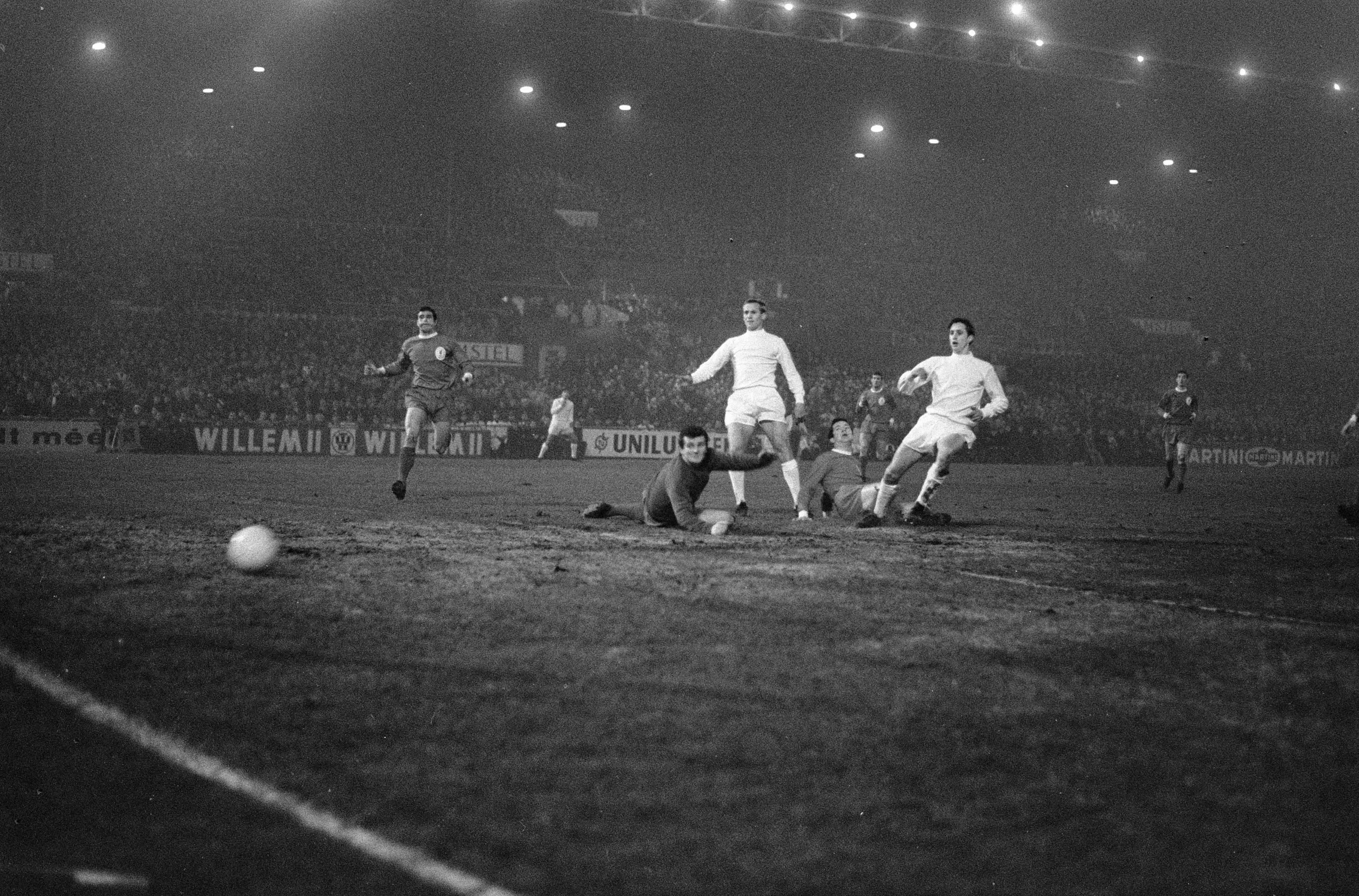
Cruyff 2-0
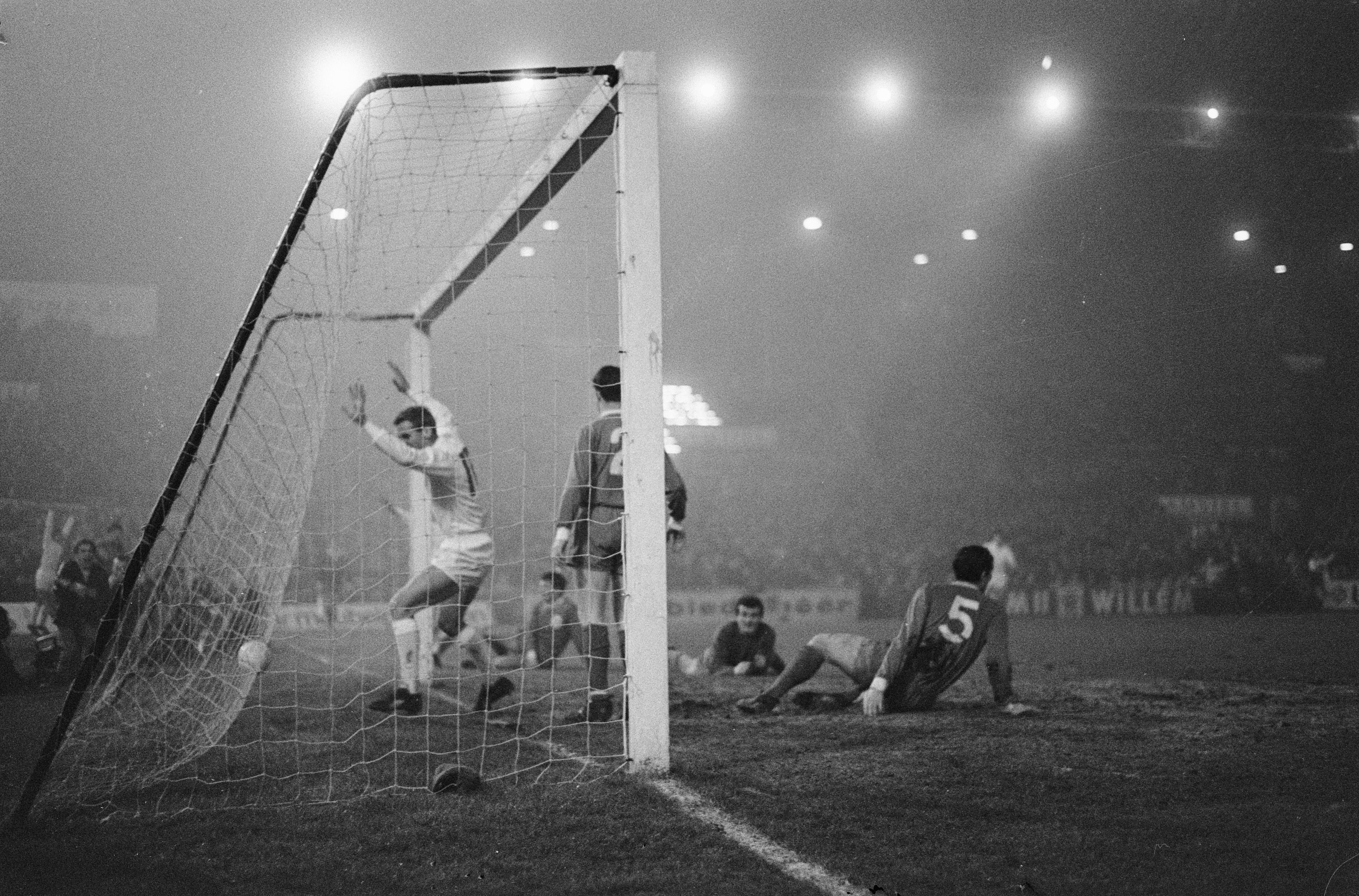
Nuninga 4-0
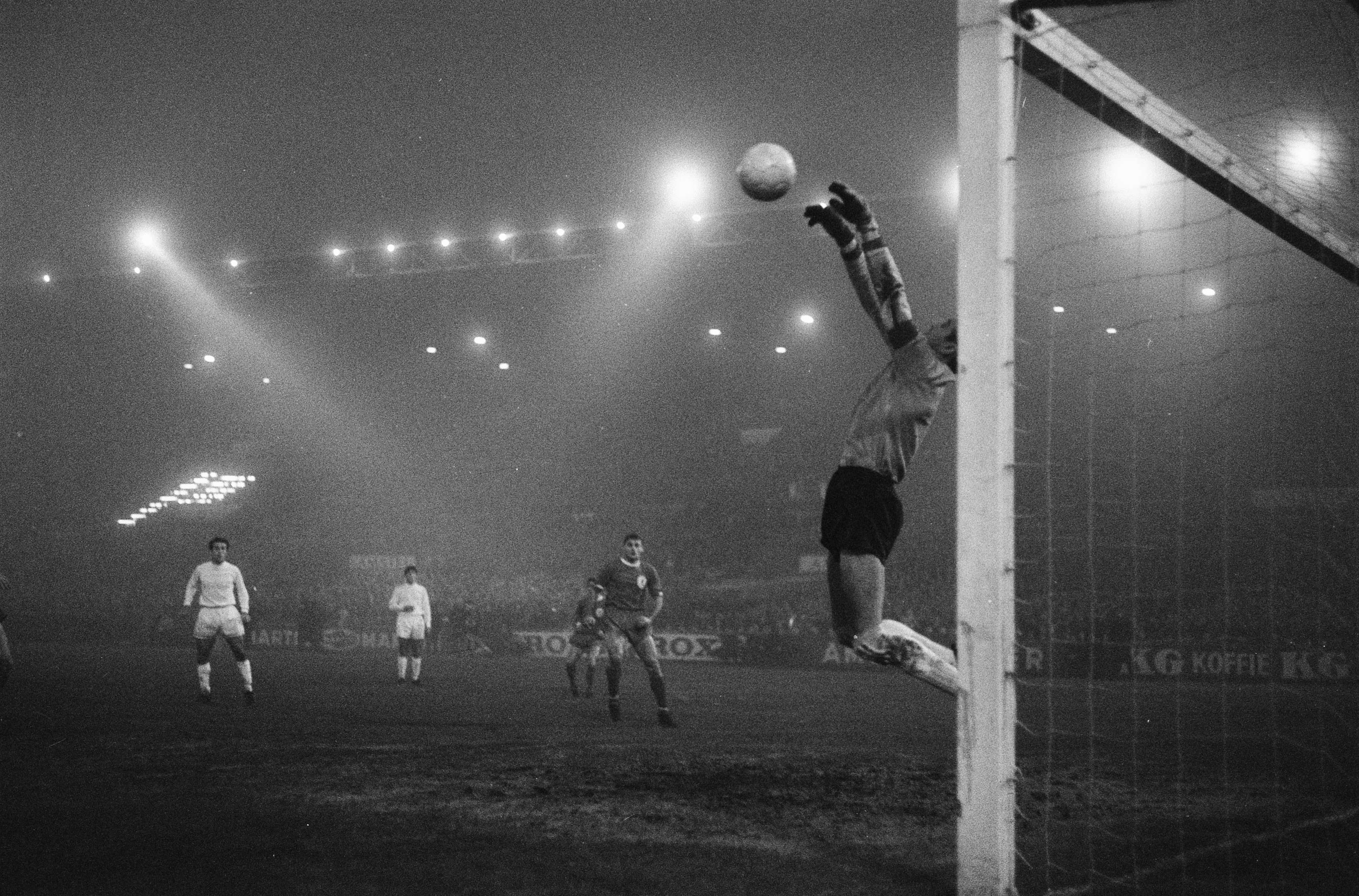
Hunt bij Bals
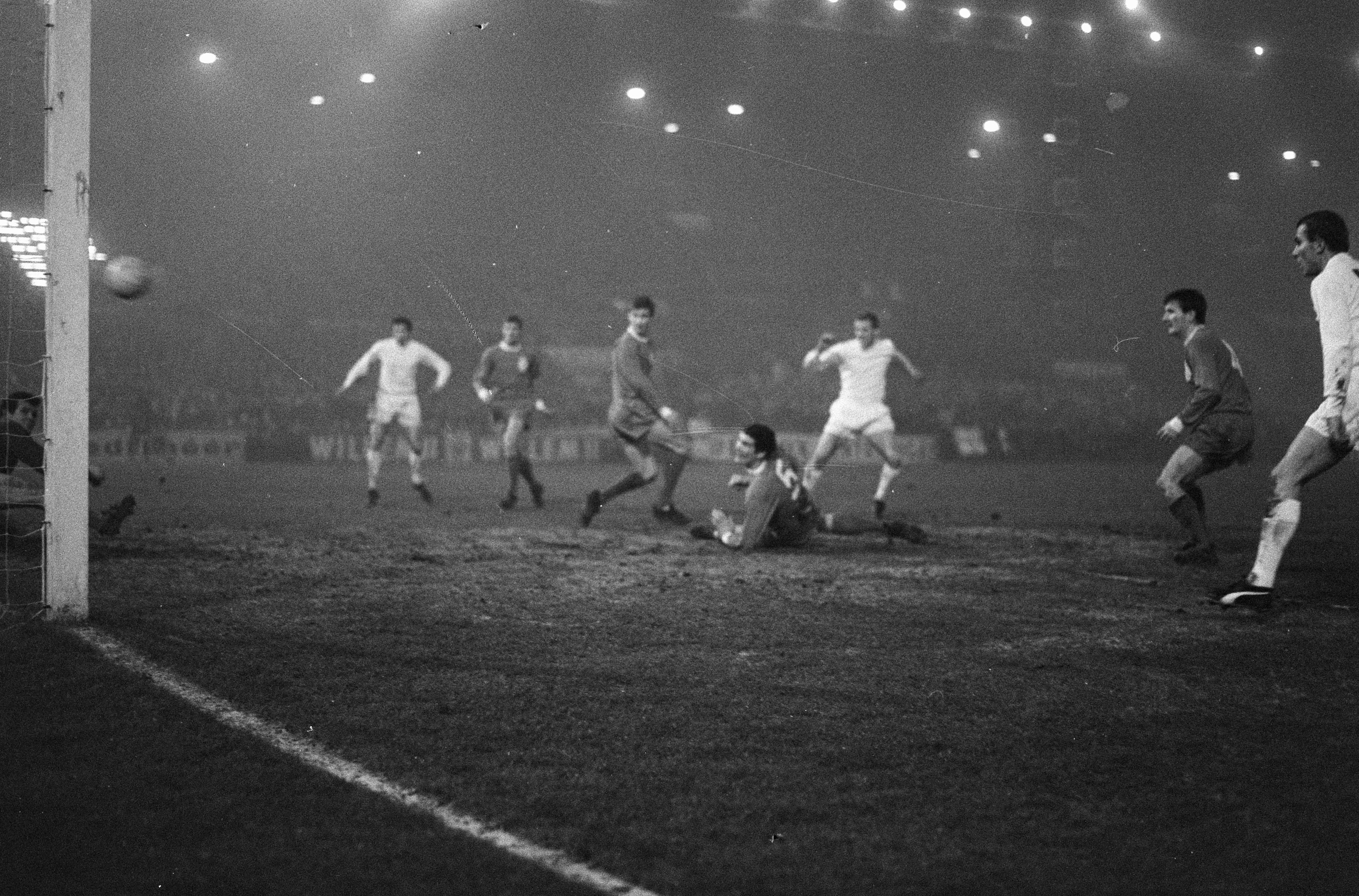
Spelmomenten

Uiteindelijk liep het heel anders dan Liverpool had verwacht. Al na drie minuten was het raak: Cees de Wolf kopte de 1-0 binnen uit een voorzet van Henk Groot. Vervolgens werd de wedstrijd hard gemaakt door de gefrustreerde Engelsen. Wim Suurbier raakte geblesseerd en Henk Groot ook. Ze moesten verder spelen, omdat wisselspelers nog niet waren toegestaan. Verzorger Salo Muller kwam regelmatig het veld in om spelers te verzorgen, soms zelfs zonder dat de scheidsrechter het wist. Na ongeveer een kwartier spelen gaf Sjaak Swart een voorzet. De kopbal van Klaas Nuninga werd gestopt door de doelman, maar Johan Cruijff tikte de rebound erin. Even later is het weer raak, Klaas Nuninga maakt 3-0. Vlak voor rust dacht Sjaak Swart, na een fluitsignaal van de scheidsrechter, dat het al rust was. Hij was al bijna bij de kleedkamer toen hij bestuurslid Jaap Hordijk tegenkwam, die hem duidelijk maakte dat het nog geen rust was. Swart liep terug naar het veld, kreeg de bal, gaf een voorzet en na een kopbal van Nuninga was het 4-0.
Liverpool begon fel aan de tweede helft, maar wist niet te scoren. Ajax scoorde nogmaals door een goal van Henk Groot en vlak voor het einde wist Liverpool toch nog een goal te maken via verdediger Lawler.

## Vervolg
De voetbalwereld was geschokt door deze uitslag, een club uit het kleine Nederland had het grote Liverpool, regerend kampioen van Engeland, de uitvinders van het voetbal en de regerend wereldkampioen, verslagen. Manager Bill Shankly was echter nog steeds niet onder de indruk. Hij zei dat Ajax niet eens goed had gespeeld en dat Liverpool thuis wel met 7-0 zou winnen. Keeper Gert Bals zou het nog druk krijgen en diezelfde Bals zou ik nog niet in mijn dertiende team opstellen, zei Shankly. Ook nu liep het weer anders. Bals keepte een prima wedstrijd en de wedstrijd eindigde in 2-2, waardoor Ajax doorging naar de volgende ronde. In de kwartfinale ging Ajax vervolgens onderuit tegen AS Dukla Praag (1-1 en 2-1). Uiteindelijk won Celtic dat seizoen de Europacup 1, maar de wedstrijd die nooit vergeten werd was de mistwedstrijd tussen Ajax en Liverpool.